# Theodor Kober
Theodor Kober (Stoccarda, 13 febbraio 1865 – Friedrichshafen, 20 dicembre 1930) è stato un ingegnere aeronautico e imprenditore tedesco.
Nella Luftschiffbau Zeppelin GmbH, azienda nota per la costruzione dei dirigibili rigidi Zeppelin, contribuì a sviluppare il loro primo aerostato, l'LZ 1, per fondare successivamente una propria azienda aeronautica, la Flugzeugbau Friedrichshafen, nota per la produzione di idrovolanti utilizzati durante la prima guerra mondiale.

## Biografia
Theodor Kober, citato anche nella bibliografia in lingua inglese come Theodore Kober, nasce a Stoccarda
, allora capitale del Regno di Württemberg. Dopo aver lavorato inizialmente in un'azienda produttrice di palloni aerostatici venne contattato, negli anni novanta del XIX secolo dal conte Ferdinand von Zeppelin per inserirlo nel gruppo di progettazione che stava creando per concretizzare le sue idee nello studio dei dirigibili. Più tardi, dopo la fondazione della Luftschiffbau Zeppelin, azienda che portava il suo nome, collaborò nella progettazione dei primo dirigibile rigido che inizierà la serie degli Zeppelin, l'LZ 1.
In seguito, nel 1912, decise di fondare la Flugzeugbau Friedrichshafen GmbH con la collaborazione ed il supporto finanziario del conte Zeppelin, azienda che costruì oltre il 40% degli idrovolanti in servizio con la Kaiserliche Marine, la marina militare dell'Impero tedesco, durante il periodo della prima guerra mondiale.